# Narycia hyalistis
Narycia hyalistis är en fjärilsart som beskrevs av Oswald Beltram Lower 1903. Narycia hyalistis ingår i släktet Narycia och familjen säckspinnare. Inga underarter finns listade i Catalogue of Life.